# 로핸 니콜
로핸 니콜(Rohan Nichol, 1976년 7월 4일 ~ )은 오스트레일리아의 배우, 영화배우, 텔레비전 배우이다.
제럴턴에서 태어났다.

## 영화
- 레드 독 (2011년)
- 퍼시픽 (2010년)
- 사랑보다 황금 (2008년)
- 카툼바 (2007년)
- 스타워즈 에피소드 3 - 시스의 복수 (2005년) - 캡틴 엔틸러스 역
- 어 맨스 고터 두 (2004년)
- 크레이지 록스타 (2002년)
- 올 세인츠 (1998년)
- 홈 앤 어웨이 (1988년) - 스태포드 맥래 역